# Mål (sport)
Mål avser i sport den plats som man strävar till att placera ett föremål eller passera för att införskaffa poäng. I bollsporter är målet en poänggivare, i sprint- och motorsporter ger det vinst att komma först i mål.
Målet i många bollsporter består ofta av en anordning, som bollen skall förpassas in i eller igenom. Dessa ser olika ut i olika sporter, de kan ha olika storlek och beroende på sport så vaktas de av en målvakt. Anordningen kallas ofta för målbur och har en mållinje vid öppningen, men i sporter som basketboll är den i stället av annat slag.
I hastighetssporter som löpning, skidåkning, båtsport och många motorsporter, är målet den plats som ligger i slutet av banan. Den tävlingsdeltagare som når dit först har vunnit. Avgörande är, vem som är först över mållinjen med någon del av sin kropp (i motorsport del av sitt fordon).

## Fotboll

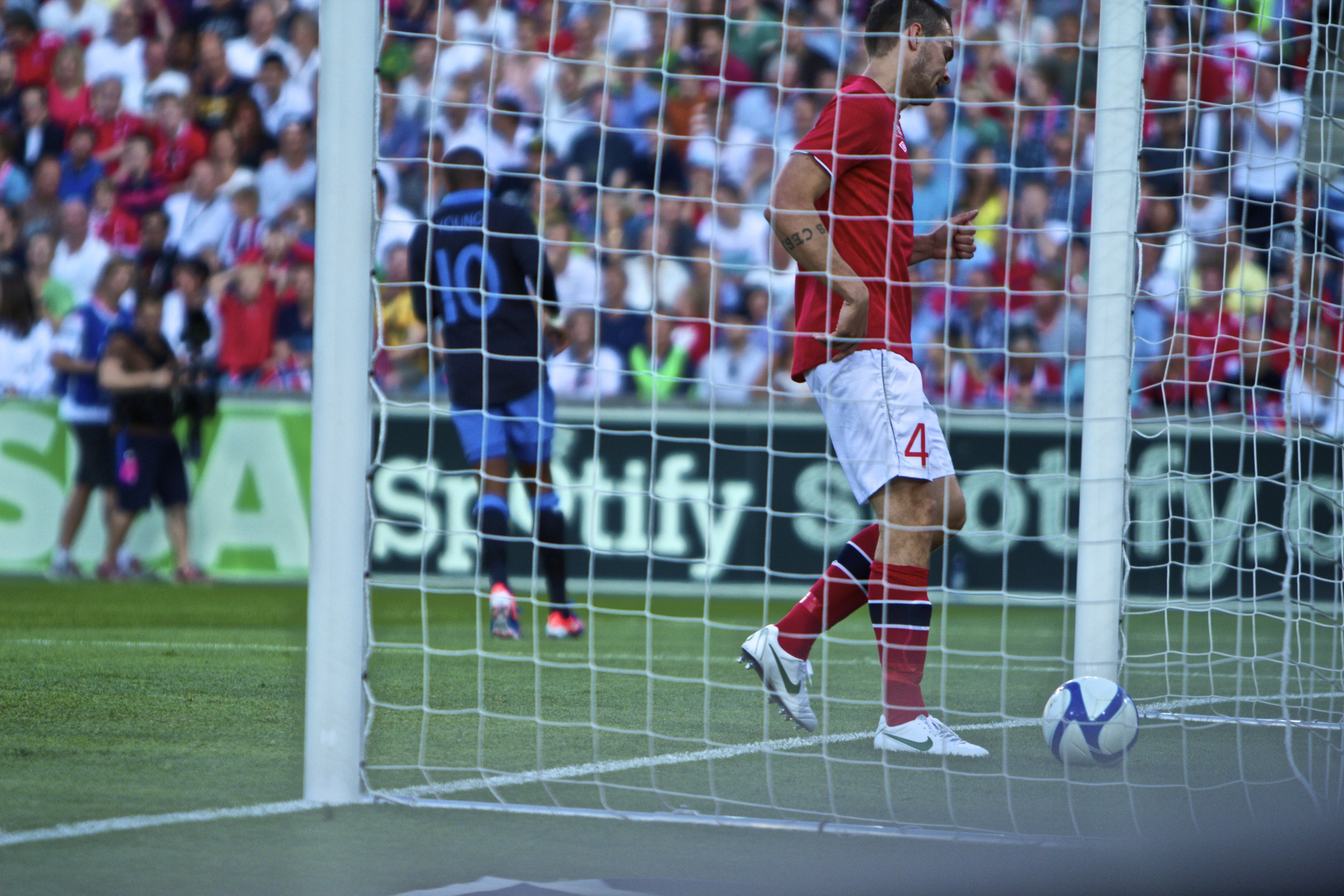
En försvarsspelare hämtar bollen ur den egna målburen efter att motståndarna gjort mål.

Begreppet mål inom fotboll syftar normalt till att göra mål, det vill säga att förpassa hela bollen över mållinjen in i motståndarnas målbur. Det är det enda resultat som räknas inom fotboll och det lag som gjort flest mål vinner matchen. En match kan sluta oavgjord vilket betyder att båda lagen gjort lika många mål vid matchens slut och inget av lagen kan koras till vinnare.
Enligt Svenska Fotbollförbundets Spelregler för fotboll definieras begreppet mål enligt följande:
Ett mål är gjort när hela bollen passerat mållinjen, mellan stolparna och under ribban, förutsatt att inget regelbrott begåtts tidigare av det lag som gjort mål.
Begreppet mål kan även syfta till den målbur i form av en fyrkantig ram och nät dit laget skall förpassa bollen för att göra mål. Det finns en målbur mitt på varje kortsida, en för vardera lag.